# Julián Manuele
Julián Manuele (La Plata, 30 de octubre de 1966) es un exjugador argentino de rugby.

## Carrera
Jugó toda su carrera para La Plata Rugby Club, donde también jugó junto a jugadores como Guillermo Angaut y German Llanes. Fue convocado para la selección de rugby de Argentina antes de la Copa Mundial de Rugby de 1987, sin embargo, no jugó ningún partido en el torneo debido a una lesión, siendo Hugo Porta el elegido.
 También formó parte de la escuadra de La Plata de 1995 que ganó el Nacional de Clubes ese año.